# James Lascelles (Musiker, 1953)
James Edward Lascelles (* 5. Oktober 1953) ist ein britischer Keyboarder und Perkussionist.

## Leben
Lascelles ist der zweite Sohn von Georges Lascelles, dem 7. Earl of Harewood, einem Cousin von Elisabeth II., und dessen erster Frau Marion Stein. Er wuchs in London und Yorkshire auf und hatte Klavierunterricht bei Fanny Waterman und Schlagzeugunterricht bei Jimmy Blades. Anfang der 1970er Jahre gründete er seine erste Band, die Psychedelic-Rock-Gruppe Global Village Trucking Company (mit dem Leadsänger Jon Owen und dem Bassgitarristen Nicky Prater), mit der er drei Jahre lang durch Großbritannien tourte. Die BBC drehte über die Gruppe 1973 den Dokumentarfilm By Way of a Change.
Ende der 1970er und Anfang der 1980er Jahre arbeitete er als Session-, Tour- und Studiomusiker mit Musikern wie Frank Zappa, Joan Armatrading, Lee Perry, Annette Peacock, Snowy White, Shusha Guppy, Paul Buckmaster und L. Shankar zusammen. Zugleich schloss er sich 1980 der The Breakfast Band an, einer Gruppe karibischer, japanischer und europäischer Musiker, mit der er durch Großbritannien und Europa tourte und 1982 das Album Dolphin Ride aufnahm. Von 1984 bis 1994 lebte er in New Mexico, wo er sich mit der Musik der indigenen Bevölkerung beschäftigte, Aufnahmen im eigenen Label Tribal Music International veröffentlichte und im Sender der University of New Mexico die eigene Sendung Global Tribal Music hatte.
Nach seiner Rückkehr nach Europa schloss sich Lascelles der Footsbarn Traveling Theatre Company an, einer in Frankreich beheimateten internationalen Gruppe von Schauspielern und Musikern, mit der er zweieinhalb Jahre mit der Produktion L'Odyssee durch Indien, Costa Rica, Kolumbien, Frankreich, Spanien, Irland und Großbritannien reiste. Einige Zeit war er Hauskomponist der London International School of Film und Komponist und Musiker der nigerianischen Theaterkompagnie Tiata Fahodzi. Er komponierte Tracks für den Film Der Schakal und die Musik für das Dokudrama Family Affair des National Health Service und den Kurzfilm Joy it's Nina Jane Thorburns. Mit seinem James Lascelles Quartet (mit Richard Bailey, Perkussion; Kuma Harada, Bass und Gitarre; Tim Herniman, Saxophon und Violine und Gästen wie Bud Beadle, Mikey Bailey und Curtis Ruiz) spielt er einen Mix aus Weltmusik, Jazz, lateinamerikanischer und karibischer Musik.